# Spada farfalla
La spada farfalla (蝴蝶双刀 caratteri cinesi semplificati; 蝴蝶雙刀 caratteri cinesi tradizionali; húdié shuāng dāo pinyin), con la quale si esegue la forma spade degli otto tagli, è un'arma bianca manesca del tipo spada originaria della Cina ed oggi utilizzata in diverse arti marziali cinesi.

## Storia
La Spada farfalla è la variante sinica della sciabola d'abbordaggio tradizionalmente in uso ai marinai ed ai barcaioli di Hong Kong. L'arma originò probabilmente nelle campagne dell'entroterra cinese, ove era un equivalente locale del falcione diffuso tra i laboratores del Medioevo europeo. Fu con buona probabilità nella provincia di Fujian che la spada farfalla divenne arma bianca d'utilizzo nautico, raggiungendo grande notorietà al principio del XIX secolo, quando il fenomeno della pirateria sinica raggiunse proporzioni allarmanti per la sopravvivenza stessa del Celeste impero.
Pare che la pratica di combattere con due spade corte del tipo Húdié Shuāng Dāo si sia connaturata come una risposta al bisogno di selezionare spadaccini in grado di combattere contro guerrieri armati con le pericolose spade lunghe europee e cinesi. Il combattimento con la spada farfalla predilige infatti l'uso di una coppia di armi anziché di una singola, cosa questa affatto insolita per la scherma delle arti marziali cinesi. Parimenti, è comunque opinione diffusa che possa essersi trattato di un'arma bianca diffusasi soprattutto negli ambienti della malavita data la sua buona occultabilità.

## Costruzione
Rispetto al profilo "classico" del dao, la tradizionale scimitarra cinese, la spada farfalla si discosta per l'avere:
- Lama diritta e corta, priva di contro-taglio. La punta è molto simile a quella di un coltello;
- Impugnatura protetta da un paramano sviluppante dalla guardia a "S" il cui altro braccio disegna in un uncino ad angolo retto, rivolto verso la lama, simile al rebbio del sai. Manca del tutto il pomolo.

Il profilo complessivo, date le ridotte dimensioni (circa 40 cm di lunghezza complessiva), è quello di un'arma molto corta, tozza e maneggevole.

## Nelle arti marziali cinesi
Quest'arma è utilizzata in diversi stili di Kung fu come l'Hung gar, il Choy li fut e il Wing chun. Proprio in questo stile è l'arma che sancisce il termine dell'apprendistato.